# Dvorec Dornava
Dvorec Dornava se nahaja na ravnini Dravskega polja v naselju Dornava pri Ptuju in sodi med najpomembnejše spomenike profane baročne arhitekture na Slovenskem.

## Opis
Osrednja stavba dvorca ima pravokoten tloris in je dvonadstropna. Prednja in zadnja fasada imata 13 osi, stranski fasadi pa po pet. Pritličje je rusticirano, nadstropji pa sta povezani s pilastri. V vseh treh nadstropjih so bogato zasnovani okenski okvirji. V prvem nadstropju so okna največja in s tem kažejo na etažo, kot na najpomembnejšo - piano nobile. Na prednji fasadi je v osi postavljeno čelo, ki je pomemben prostorski dodatek. Del ob uri je opremljen s kartušo. Glavni portal, ki je pod čelom, je tridelni s tremi vhodi. Portal je poudarjen še z balkonom, ki ga nosijo štirje slopi in dva stebra. Ta je opremljen s kovano ograjo, ki je vpeta med piedestale. Na balkon se navezuje tudi prostor slavnostne dvorane, v kateri so imenitne freske baročnega slikarja J. C. Wagingerja iz leta 1708. Navzven se to odraža z visokimi vrati in dvema oknoma. Pod balkonom je obokana veža, skozi katero preidemo na dvoriščno stran dvorca. Fasada na dvoriščni strani je v osnovi podobna prednji. Osrednji del, ki je širok pet okenskih osi, je poudarjen z rizalitom, na vrhu pa ima prav tako trikotno čelo, ki pa je tokrat brez štukature. Ima grbovno ploščo in urno številčnico. Naj bi bilo poslikano s prizorom iz Herkulove legende, ker pa je omet čela v veliki meri odpadel, je propadla tudi domnevna slikarija. Pritlični del rizalita je zasnovan kot zaprta arkadna galerija s slopi, ki prehajajo v loke. Okna so velika, naletimo pa na motiv slepih balustradnih ograj. Okna levo in desno od rizalita so oblikovana enako kot na prednji fasadi. Osrednja stavba ima prizidani enonadstropni paviljonski krili in grajski vrt z velikim parkom. 

## Zgodovinsko ozadje
Stavba je datirana okrog leta 1700 in skupaj s parkovnim kompleksom v dolžino meri blizu 1700 metrov. Prvič je bil večji objekt na tem mestu omenjen leta 1435, bil je manjši od današnjega. Ozemlje, ki je bilo salzburško oz. Ptujsko, so v ptujskem fevdu imeli vitezi Dornavski, po letu 1526 pa so dornavsko gospoščino imeli grofje Herbersteini. Leta 1666 je posest prešla v roke Jurija Friderika Sauerja, leta 1730 pa je Dornavo kupil grof Dizma Attems in jo prezidal v dvorec Dornava. Leta 1695 je stavba pogorela, zato so Sauerji zgradili novo poslopje (današnja osrednja stavba), rodbini Attems pa pripisujemo današnjo podobo dvorca, ki je nastajala med leti 1739 in 1743 (dela so zaupali stavbnemu mojstru Jožefu Hueberju).Od leta 1820 naprej so bili lastniki dvorca in delno dopolnjenega parka Auerspergi. Zadnji lastnik (pred drugo svetovno vojno) je bila rodbina Pongratz. V dvorcu je bila kasneje tudi psihiatrična ustanova za otroke, danes pa so v dvorcu le še ostanki. Dvorec je trenutno zaprt za javnost. Nekatere tapiserije in pohištvo so shranjeni v Pokrajinskem muzeju na Ptuju.

### Restavratorsko-konservatorski posegi
Od aprila 2021 pa do 22. 4. 2022 je potekala prenova kapele, ki se nahaja v prizidanem paviljonskem krilu. Poseg je zajemal konservatorsko -restavratorska dela na štukaturnem okrasju, kamnitih elementih in stavbnem pohištvu kapele, ter zakristije dvorca. Leta 2022 bi naj začela potekati obnova nekdanjega objekta za shranjevanje oranževcev in dveh manjših baročnih paviljonov z vhodom v parku dvorca. V marcu 2022 je vlada dvorec in park Dornava spet razglasila za kulturni spomenik državnega pomena, ker se je v pripravi konservatorskega načrta za obnovo izkazalo, da nekateri deli niso vključeni v razglašeno območje spomenika. Status kulturnega spomenika državnega pomena je dvorec namreč dobil že leta 1999, vendar tega statusa niso dobili vsi deli dvorca.